# Río Cangrejal
Cangrejal (hiszp. Río Cangrejal) – rzeka w północnym Hondurasie, w departamencie Atlántida, w gminie La Ceiba. Uchodzi do Morza Karaibskiego w La Ceibie. Powstaje z połączenia trzech mniejszych rzek: Río Viejo, Río Blanco i Río Yaruca. Ma ok. 25 km długości. Płynie głęboką doliną przez góry Cordillera Nombre de Dios. Spadek od miejsca powstania do ujścia wynosi ok. 265 m.
Tereny nadrzeczne porastają lasy deszczowe. Szacuje się, że w dorzeczu Cangrejal średnia roczna suma opadów waha się w granicach od 920 do 1520 mm. Przepływa przez Park Narodowy Pico Bonito i stanowi naturalny fragment jego wschodniej granicy.
Obszary przylegające do Cangrejal posiadają infrastrukturę turystyczną, m.in. hotele. Tereny dostosowane są do uprawiania m.in. turystyki pieszej, konnej, kajakowej i rowerowej. Nad rzeką, na obszarze aldea El Naranjo (do 2010 w granicach aldea Las Mangas) znajduje się 400-metrowy, drewniany most wiszący. Jest częścią szlaków turystycznych, biegnących wzdłuż Cangrejal, prowadzących do wodospadu El Bejuco. Rzekę cechują odpowiednie warunki do raftingu, dlatego jest to jedno z najpopularniejszych miejsc w Ameryce Centralnej do jego uprawiania.
Nad rzeką mieszkają Garifuna. Przed nimi dorzecza Cangrejal nie zamieszkiwała żadna większa grupa etniczna, która miałaby znaczący wpływ na rozwój tego obszaru. Badania archeologiczne potwierdziły jednak obecność miejscowych, niewielkich grup Indian.
Rzeka zawdzięcza swoją nazwę licznie występującym niegdyś u jej ujścia krabom (hiszp. el cangrejo – krab).

## Ichtiofauna
W rzece stwierdzono obecność: pięciu gatunków z rodziny piękniczkowatych – Alfaro huberi, szczupaczek żyworodny (Belonesox belizanus), Poecilia mexicana, Poecilia orri oraz jednego niesklasyfikowanego; dwóch gatunków z rodziny mugilowatych – Agonostomus monticola, Joturus pichardi; dwóch gatunków z rodziny mandiowatych – Rhamdia guatemalensis, Rhamdia laticauda; siedmiu gatunków z rodziny pielęgnicowatych – Amphilophus alfari, Amphilophus robertsoni, Cryptoheros spilurus, tilapia nilowa (Oreochromis niloticus), Parachromis friedrichsthalii, Theraps wesseli, Vieja maculicauda; trzech gatunków z rodziny eleotrowatych – Dormitator maculatus, Eleotris amblyopsis, Gobiomorus dormitor, oraz pojedynczych przedstawicieli swoich rodzin – Atherinella meeki, węgorz amerykański (Anguilla rostrata), Astyanax aeneus, Gymnotus cylindricus, Microphis brachyurus, Centropomus ensiferus, Sphoeroides testudineus, Caranx latus, Pomadasys crocro, Awaous banana i Sicydium punctatum.